# De London-Melbourne-race
De London-Melbourne-race is een hoorspelserie van Will Barnard. De NCRV zond ze uit vanaf maandag 4 september 1967. De regisseur was Johan Wolder.

## Delen
- Deel 1: Zij die meevlogen (duur: 18 minuten)
- Deel 2: Vertrek van Mildenhall (duur: 15 minuten)
- Deel 3: Over Europa (duur: 15 minuten)
- Deel 4: Tussen Rome en Athene (duur: 15 minuten)
- Deel 5: Over Azië (duur: 15 minuten)
- Deel 6: De rivalen krijgen haast (duur: 15 minuten)
- Deel 7: De laatste loodjes (duur: 15 minuten)
- Deel 8: Happy landing (duur: 16 minuten)

## Rolbezetting
- Peter Hoeksema (Koen Dirk Parmentier, gezagvoerder)
- Coen Pronk (Jan Moll, tweede piloot)
- Jan Wegter (Bouwe Prins, mecanicien)
- Donald de Marcas (Cornelis van Bruggen, telegrafist)
- Frans Koppers (Albert Plesman)
- Frits Thors (nieuwslezer)
- Martin Simonis (journalist)
- J.D. Jongstezoon (Jacob de Jong Czn.), oud-omroeper van de NCRV in 1934
- Jan Borkus (de schrijver)
- Ad Noyons (jurylid)
- Els Buitendijk (mevrouw Parmentier)
- Fenneken Fockema Andreae (mevrouw Moll)
- Corry van der Linden (mevrouw Prins)
- Joke Reitsma-Hagelen (mejuffrouw Geudeker)
- Maria Lindes (Thea Rasche)
- Frans Somers (P.M.J. Gilissen)
- Han König (R.J. Domenie)

## Inhoud
De Australische staat Victoria en de hoofdstad Melbourne vierden in 1934 hun 100-jarig jubileum. Ter gelegenheid van dit jublieum werd een luchtrace georganiseerd, gesponsord door de Australische miljonair MacPherson Robertson. Om gelijke kansen te kunnen garanderen werd de wedstrijd verdeeld in een snelheidsrace en een handicaprace. De te vliegen afstand bedroeg 19.877 km. Er deden twee Nederlandse vliegtuigen mee, de PH-OST (Pander Postjager), voor deze gelegenheid omgedoopt tot Panderjager, en de PH-AJU "Uiver", een DC2 van de KLM. Alleen de Uiver had post aan boord. De Panderjager verongelukte op het vliegveld van Rangoon en ging in vlammen op. Op 20 oktober 1934 gingen de vliegtuigen van start op Mildenhall, een vliegveld in de buurt van Londen. De Uiver volbracht het traject in 3 dagen, 18 uur en 17 minuten, en werd tweede in de snelheidsrace en eerste in de handicaprace.